# Biljanovac
Biljanovac (cirill betűkkel Биљановац), település Szerbiában, a Raškai körzethez tartozó Raška községben.

## Népesség
- 1948-ban 254 lakosa volt.
- 1953-ban 307 lakosa volt.
- 1961-ben 421 lakosa volt.
- 1971-ben 408 lakosa volt.
- 1981-ben 505 lakosa volt.
- 1991-ben 610 lakosa volt.
- 2002-ben 587 lakosa volt, akik közül 585 szerb (99,65%), 1 orosz és 1 ismeretlen.